# Rusingoryx
Rusingoryx es un género extinto de artiodáctilo bóvido alcelafino cercanamente relacionado con los ñus, que vivió en las planicies de Kenia durante el Pleistoceno, del que solo se ha descrito una especie, R. atopocranion. Es conocido por su curioso hocico en forma de punta el cual incluía un domo nasal grande que muestra una evolución convergente con los dinosaurios hadrosáuridos, los cuales también tenía cráneos parecidos.
Los primeros especímenes conocidos, los cuales presentaban una mala preservación, fueron descritos en 1983, habiendo sido recuperados de un sitio conocido como Bovid Hill ("colina de bóvidos") en la isla Rusinga en el Lago Victoria. Huesos suyos con marcas de carnicería fueron encontrados en 2011 con herramientas de piedra, lo que sugiere que fueron cazados por seres humanos. En 2016, se descubrieron los restos de 26 individuos adicionales bien preservados.